# Društvo Eksena
Društvo za strpne odnose Eksena je slovenska nevladna organizacija s sedežem v Šentjurju. Ustanovljena je bila leta 2013. Je nepridobitna, človekoljubna in dobrodelna organizacija civilne družbe, ki se zavzema za uresničevanje človekovih in otrokovih pravic ter trajnostni razvoj.
Izhodišče delovanja društva so mednarodni dokumenti s področja človekovih pravic in trajnostnega razvoja, še posebej OZN Splošna deklaracija človekovih pravic, OZN Deklaracija o otrokovih pravicah, Unescova Deklaracija o načelih strpnosti in OZN Agenda 2030 za trajnostni razvoj. Obenem društvo sledi nacionalnim usmeritvam in strategijam na področju socialnega varstva, vzgoje in izobraževanja ter trajnostnega razvoja.
Društvo izvaja dejavnosti na področju področju socialnega varstva, izobraževanja, informiranja, športa, kulture in humanitarne pomoči. Leta 2021 je prejela sredstva Ministrstva za delo, družino, socialne zadeve in enake možnosti za izvajanje psihosocialnega programa, namenjenega podpori družinam v tveganih oziroma visoko konfliktnih situacijah. Pred tem je bil s strani Ministrstva za delo, družino, socialne zadeve in enake možnosti sofinanciran njihov psihosocialni program Negovanje strpnih odnosov in spoštovanja do sebe. 